# Yaginumaella flexa
Yaginumaella flexa es una especie de araña saltarina del género Yaginumaella, familia Salticidae. Fue descrita científicamente por Song & Chai en 1992.
Habita en China.